# Lied der Partei
Das Lied der Partei, auch bekannt als Die Partei hat immer recht, war die Hymne der Sozialistischen Einheitspartei Deutschlands, der führenden Partei der DDR. Bekannt wurde vor allem der einprägsame Vers „Die Partei, die Partei, die hat immer recht“.

## Geschichte
Text und Musik wurden 1949 von dem Deutschböhmen Louis Fürnberg (1909–1957) verfasst (und 1950 uraufgeführt), welcher 1928 in die Kommunistische Partei der Tschechoslowakei eingetreten war. Auch wenn das Lied als Lobeshymne Verbreitung fand, besonders in der DDR, so war der konkrete Anlass für das Lied gegenteiliger Natur. Fürnberg, der sich zu jener Zeit in Prag aufhielt, wurde 1949, weil er als Deutschsprachiger galt, erstmals nicht zum IX. Parteitag der Kommunistischen Partei der Tschechoslowakei eingeladen, was ihn tief kränkte. Wie seine Witwe Lotte Fürnberg 2001 ausführte, schrieb er das Lied, um sich selbst wieder zur Ordnung zu rufen. „Er schrieb es, um die Kränkung vor sich selbst zu rechtfertigen.“ Nach ihrer Darstellung lasse sich aus den Zeilen bei genauer Betrachtung aber nicht nur demonstrativer Parteigehorsam im damaligen „Denunziationsklima“ herauslesen, sondern auch verzweifelter Trotz. Er soll ihr einige Jahre später noch gesagt haben: „Dieses Lied wird mir noch einmal sehr schaden.“
Der im Lied zum Ausdruck kommende Parteikult wird als typisch für den Leninismus angesehen, der die kommunistische Partei zur „Vorhut der Arbeiterklasse“ oder zur „Avantgarde des Proletariats“ erklärte. In den Versen „So, aus Leninschem Geist, wächst, von Stalin geschweißt, die Partei, die Partei, die Partei.“ kommt der Personenkult des Stalinismus zum Ausdruck. Angesichts der kritischeren Sicht auf die Regierungszeit Stalins wurde nach dem XX. Parteitag der KPdSU im Februar 1956 der Text geändert. Jetzt hieß es nicht mehr „uns schützte die Mutter der Massen...“, sondern „uns führte die Mutter der Massen...“ Infolge des XXII. Parteitags der KPdSU gehörte der Stalin-Kult ab November 1961 in der DDR nicht länger zur Staatsideologie. So wurde der Name Stalin ganz entfernt, und es hieß im Jahr 1965: „So, aus Leninschem Geist, wächst zusammengeschweißt, die Partei, die Partei, die Partei.“ Spätestens in der Ära Honecker wurde der Spruch „die Partei hat immer recht“ in der DDR zu einem geflügelten Wort.
Die Partei hat immer recht ist der Titel eines Buches von Ralph Giordano aus dem Jahr 1961, in dem er mit dem Stalinismus abrechnete, dem er bis etwa 1955 angehangen hatte.
Eine textlich geänderte Version des Liedes der Partei verwendet die PARTEI als die „endgültige PARTEIhymne“.

## Text
Sie hat uns alles gegeben.

Sonne und Wind, und sie geizte nie.

Wo sie war, war das Leben.

Was wir sind, sind wir durch sie.

Sie hat uns niemals verlassen.

Fror auch die Welt, uns war warm.

Uns schützt die Mutter der Massen.

Uns trägt ihr mächtiger Arm.

[Refrain:]

Die Partei, die Partei, die hat immer recht!

Und, Genossen, es bleibe dabei;

Denn wer kämpft für das Recht,

Der hat immer recht.

Gegen Lüge und Ausbeuterei.

Wer das Leben beleidigt,

Ist dumm oder schlecht.

Wer die Menschheit verteidigt,

Hat immer recht.

So, aus Leninschem Geist,

Wächst, von Stalin geschweißt,

Die Partei, die Partei, die Partei.

Sie hat uns niemals geschmeichelt.

Sank uns im Kampfe auch mal der Mut,

Hat sie uns leis' nur gestreichelt,

zagt nicht, und gleich war uns gut.

Zählt denn noch Schmerz und Beschwerde,

wenn uns das Gute gelingt.

Wenn man den Ärmsten der Erde,

Freiheit und Frieden erzwingt.

[Refrain]

Sie hat uns alles gegeben,

Ziegel zum Bau und den großen Plan.

Sie sprach: Meistert das Leben,

Vorwärts, Genossen packt an!

Hetzen Hyänen zum Kriege,

Bricht euer Bau ihre Macht,

Zimmert das Haus und die Wiege,

Bauleute seid auf der Wacht!

[Refrain]

(Text und Musik: Louis Fürnberg, 1950)